# Mark-Ulrich von Schweinitz
Mark-Ulrich Achim Egon von Schweinitz (* 10. November 1940 in Görlitz; † 16. Juni 2009 in Köln) war ein deutscher Diplomat.

## Familie
Mark-Ulrich von Schweinitz war der Sohn von Hans-Ulrich von Schweinitz (1908–1972) und dessen Ehefrau Renata von Zastrow (1919–2015). Er heiratete am 15. August 1969 in Eschweiler Katharina Moser (* 1944). Das Paar hat folgende Kinder:
- Julia (* 1970) ⚭ 1995 Jürn von Stünzner (* 1970)
- Philipp (* 1972)
- Wilhelm (* 1978)
- Moritz (* 1980)
- Victor (* 1983)

## Leben
Er trat in den Auswärtigen Dienst ein und war dort mit verschiedenen Aufgaben befasst. Von 2003 bis 2005 war er außerordentlicher und bevollmächtigter Botschafter in Ouagadougou, Burkina Faso.
Er war Rechtsritter des Johanniterordens. Er wurde mit dem Bundesverdienstkreuz am Bande ausgezeichnet.
Seit 1962 war er Mitglied des Corps Palatia Bonn.